# Warren Hughes

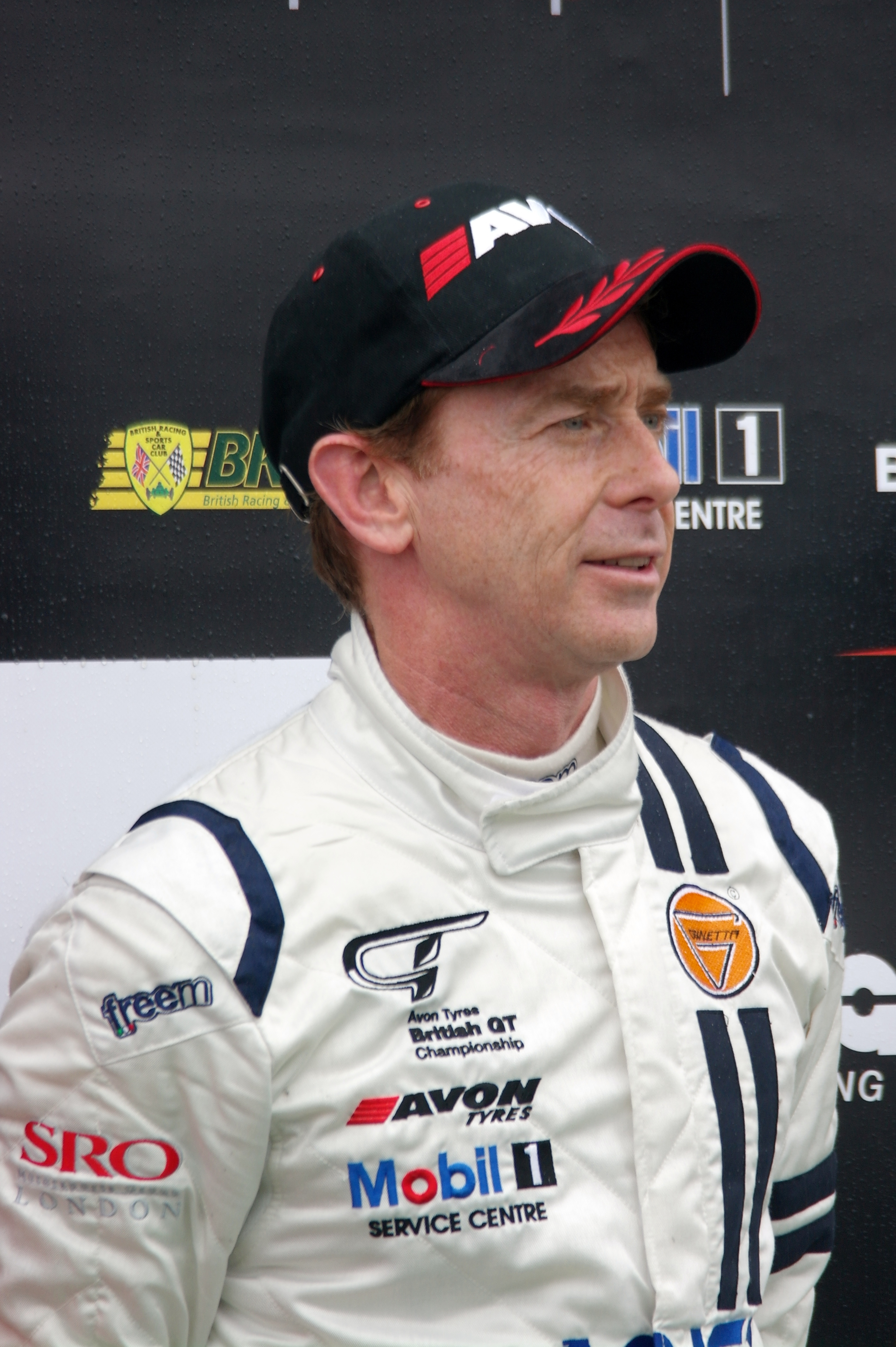
Warren Hughes

Warren Hughes (Newcastle upon Tyne, 9 de enero de 1969) es un piloto de automovilismo británico.

## Carrera deportiva
Warren Hughes comenzó su carrera en la Fórmula Ford, terminando segundo detrás de Marc Goossens en el Festival Británico de Fórmula Ford de 1991. A esto le siguieron seis años en la Fórmula 3 y un día de prueba de Fórmula 1 para el equipo Lotus en 1994. Los mejores puestos en la Fórmula 3 fueron el cuarto puesto en el campeonato británico de 1993 (campeón Kelvin Burt), 1995 (campeón Oliver Gavin) y 1998 (campeón Mário Haberfeld). Tuvo su última temporada en los monoplazas deportivos en el año 2000 en el Campeonato Italiano de Fórmula 3000, en el que finalizó como subcampeón.
Incluso durante su tiempo de monoplazas, Hughes se inició en las carreras de turismos; Se agregaron asignaciones posteriores en GT y autos deportivos. En 1999 ganó la Copa MGF, una serie de carreras que conducía con un MG F cercano a la serie, y cambió al Campeonato Británico de Turismos en 2001. Antes del comienzo de la temporada, firmó un contrato de varios años con MG, que incluía trabajo como piloto de pruebas y desarrollo además de sus compromisos en el automovilismo.
Compitió dos veces para MG en las 24 Horas de Le Mans. En 2002, los rápidos pero propensos a fallas LMP-675-MG-Lola EX257 fueron los oponentes más duros del Audi R8 en Le Mans y, en ocasiones, incluso mantuvieron el liderazgo en la carrera. Sin embargo, ambos autos, incluido el EX275 de Anthony Reid, Jonny Kane y Warren Hughes, se retiraron durante el transcurso de la carrera.
Después del final de la cooperación con MG, Hughes condujo para diferentes equipos, especialmente en la serie de carreras de Le Mans y el Campeonato FIA GT. En Le Mans logró una victoria de clase en 2005 y en 2012 el éxito del campeonato en la clase GT4 del Campeonato Británico de GT. Su reputación como piloto de pruebas le valió un puesto en Embassy Racing, pero el WF01 no cumplió con las expectativas de la dirección del equipo en 2008. A fines de la década de 2010, Hughes se retiró en gran medida de las carreras y solo compitió en algunas carreras nacionales.